# David Andersson
David Andersson (* 25. prosinec 1981 Dalarna) je švédský reprezentant a mistr Evropy v orientačním běhu. Mezi jeho největší úspěchy patří stříbrná a bronzová medaile ze štafet mistrovství světa 2007 z ukrajinského Kyjeva a štafet z mistrovství světa 2011 z francouzského Savojska. V současnosti běhá za švédský klub Malungs OK Skogsmårdarna a žije se svou přítelkyní Lenou Eliassonovou ve švédském městě Falun.

## Sportovní kariéra
| Přehled úspěchů na Mistrovství světa | Přehled úspěchů na Mistrovství světa | Přehled úspěchů na Mistrovství světa | Přehled úspěchů na Mistrovství světa | Přehled úspěchů na Mistrovství světa |
| Mistrovství světa                    | Sprint                               | Middle                               | Long                                 | Štafety                              |
| ------------------------------------ | ------------------------------------ | ------------------------------------ | ------------------------------------ | ------------------------------------ |
| Aichi 2005                           | X                                    | 4. místo                             | X                                    | X                                    |
| Århus 2006                           | 10. místo                            | Kval.                                | X                                    | X                                    |
| Kyjev 2007                           | X                                    | 5. místo                             | X                                    | 2. místo                             |
| Miskolc 2009                         | X                                    | 6. místo                             | X                                    | X                                    |
| Trondheim 2010                       | X                                    | 12. místo                            | X                                    | 6. místo                             |
| Savojsko 2011                        | X                                    | X                                    | 20. místo                            | 3. místo                             |

| Přehled úspěchů na Mistrovství Evropy | Přehled úspěchů na Mistrovství Evropy | Přehled úspěchů na Mistrovství Evropy | Přehled úspěchů na Mistrovství Evropy | Přehled úspěchů na Mistrovství Evropy |
| Mistrovství Evropy                    | Sprint                                | Middle                                | Long                                  | Štafety                               |
| ------------------------------------- | ------------------------------------- | ------------------------------------- | ------------------------------------- | ------------------------------------- |
| Otepää 2006                           | 24. místo                             | 7. místo                              | X                                     | 1. místo                              |
| Ventspils 2008                        | X                                     | 25. místo                             | X                                     | X                                     |
| Primorsko 2010                        | X                                     | 13. místo                             | 26. místo                             | X                                     |

| Přehled úspěchů na Mistrovství světa juniorů | Přehled úspěchů na Mistrovství světa juniorů | Přehled úspěchů na Mistrovství světa juniorů | Přehled úspěchů na Mistrovství světa juniorů | Přehled úspěchů na Mistrovství světa juniorů |
| Mistrovství světa juniorů                    | Sprint                                       | Middle                                       | Long                                         | Štafety                                      |
| -------------------------------------------- | -------------------------------------------- | -------------------------------------------- | -------------------------------------------- | -------------------------------------------- |
| Nové Město na Moravě 2000                    | X                                            | 10. místo                                    | 11. místo                                    | 2. místo                                     |
| Miskolc 2001                                 | X                                            | 8. místo                                     | 15. místo                                    | 3. místo                                     |